# Nangjere
Le nangjere, ou nangdjeré, est un dialecte populaire parlé dans le sud du Tchad; dans la région de Tandjilé. Il est beaucoup parlé dans la ville de Béré et ses environs. Il est très proche du kabalay (en) mais se différencie de ce dernier par la prononciation de certains mots.

## Liste des villages parlant le Nangjere
Il y aurait presque une quarantaine de villages qui parlent cette langue. Voici la liste de quelques-uns :
Béré (ville principale composée de villages)
1. Ann-kassere
2. Babre
3. Bani
4. Biang-andah
5. Biang-balewei
6. Bolo
7. Tchabadjigue
8. Dabgue
9. Damle
10. Darbe
11. Delbian
12. Der
13. Djaoula
14. Djougre
15. Guessa
16. Guidjinan
17. Guissa-goro
18. Kalmé
19. Kassere-gagne
20. Kassere-toutchiro
21. Koble-Yide
22. Kolpeng
23. Koude-meré
24. Kouma
25. Koumbo
26. Maguigne
27. Mande
28. Melgue
29. Meul
30. Moungoulou
31. Nangdjere-nangom
32. Nergue-gam
33. Pele
34. Piti
35. Sanian
36. Tamio
37. Tchaka
38. Tcheble
39. Tchire
40. Tchoua
41. Toguiar
42. Touguissa
43. Toukoale
44. Toutel